# 2072 Kosmodemyanskaya
2072 Kosmodemyanskaya este un asteroid din centura principală, descoperit pe 31 august 1973 de Tamara Smirnova.